# Eneji Moses
Peter Eneji Moses (8 aprile 1999) è un calciatore nigeriano, attaccante del Nasarawa United.

## Carriera

### Club
Cresciuto nel settore giovanile del Plateau Utd, nel 2019 è stato acquistato dal Senica.

### Nazionale
Il 4 febbraio 2018 ha esordito con la nazionale nigeriana disputando la finale del Campionato delle Nazioni Africane 2018 persa 4-0 contro il Marocco.

## Statistiche
Statistiche aggiornate al 16 gennaio 2020.

### Cronologia presenze e reti in nazionale
| Cronologia completa delle presenze e delle reti in nazionale ― Nigeria | Cronologia completa delle presenze e delle reti in nazionale ― Nigeria | Cronologia completa delle presenze e delle reti in nazionale ― Nigeria | Cronologia completa delle presenze e delle reti in nazionale ― Nigeria | Cronologia completa delle presenze e delle reti in nazionale ― Nigeria | Cronologia completa delle presenze e delle reti in nazionale ― Nigeria | Cronologia completa delle presenze e delle reti in nazionale ― Nigeria | Cronologia completa delle presenze e delle reti in nazionale ― Nigeria |
| Data                                                                   | Città                                                                  | In casa                                                                | Risultato                                                              | Ospiti                                                                 | Competizione                                                           | Reti                                                                   | Note                                                                   |
| ---------------------------------------------------------------------- | ---------------------------------------------------------------------- | ---------------------------------------------------------------------- | ---------------------------------------------------------------------- | ---------------------------------------------------------------------- | ---------------------------------------------------------------------- | ---------------------------------------------------------------------- | ---------------------------------------------------------------------- |
| 4-2-2018                                                               | Casablanca                                                             | Marocco                                                                | 4 – 0                                                                  | Nigeria                                                                | Campionato delle Nazioni Africane 2018 - Finale                        | -                                                                      | 44’, 48’                                                               |
| Totale                                                                 |                                                                        | Presenze                                                               | 1                                                                      |                                                                        | Reti                                                                   | 0                                                                      |                                                                        |